# Unione Sportiva Catanzaro 1979-1980
Questa voce raccoglie le informazioni riguardanti l'Unione Sportiva Catanzaro nelle competizioni ufficiali della stagione 1979-1980.

## Stagione
Dopo aver ottenuto la prima salvezza in Serie A ed il passaggio gestionale ad Adriano Merlo, il Catanzaro si presenta alla sua seconda stagione consecutiva nella massima serie con un attacco potenziato dagli acquisti di Carlo Bresciani e Vito Chimenti, mantenendo quasi invariata la rosa della stagione precedente. Eliminata al primo turno di Coppa Italia in seguito a una sconfitta nello scontro diretto con il Torino. In campionato la squadra è stata risucchiata nelle zone più basse della classifica rimanendovi invischiata fino al termine del torneo.
Tre sconfitte consecutive nell'ultima parte del campionato hanno condannato definitivamente la squadra, a nulla è valsa la sferzata della sostituzione di Carlo Mazzone con Saverio Leotta in panchina, tentando in questo modo di recuperare il terreno perso, ma non è servito, perché è arrivata matematica la retrocessione con due giornate di anticipo. Tale risultato è stato annullato in seguito alle sentenze della Commissione di Appello Federale, sullo scandalo del Totonero, che sancì la retrocessione del Milan, per la prima volta nella sua storia e della Lazio. in Serie B, retrocessi con il Pescara che con 16 punti è stata la cenerentola del torneo. Con questi fatti extra-calcistici, la squadra calabrese mantiene la massima categoria.

## Divise

La squadra in campo con la divisa alternativa palata

Vengono confermate le divise introdotte nella stagione precedente (prodotte dalla Ennerre), a cui ne fu aggiunta una versione alternativa di colore giallo a strisce rosse verticali.
| Casa | Alternativa |  |

## Organigramma societario
Area direttiva
- Presidente: Adriano Merlo

Area tecnica
- Direttore sportivo: Piero Aggradi
- Allenatore: Carlo Mazzone, dalla 26ª giornata Saverio Leotta

Area organizzativa
- Medico sociale:  Giuseppe Martino
- Massaggiatore:  Giuseppe Amato

## Rosa

Il neoacquisto Vito Chimenti

| N. |                   | Ruolo | Calciatore                 |
| -- | ----------------- | ----- | -------------------------- |
|    | Italia (bandiera) | P     | Massimo Mattolini          |
|    | Italia (bandiera) | P     | Antonino Trapani           |
|    | Italia (bandiera) | D     | Leonardo Menichini         |
|    | Italia (bandiera) | D     | Giuseppe Sabadini          |
|    | Italia (bandiera) | D     | Giuliano Groppi            |
|    | Italia (bandiera) | D     | Claudio Ranieri (capitano) |
|    | Italia (bandiera) | D     | Manlio Zanini              |
|    | Italia (bandiera) | D     | Gianpietro Marchetti       |
|    | Italia (bandiera) | C     | Enrico Nicolini            |

| N. |                   | Ruolo | Calciatore      |
| -- | ----------------- | ----- | --------------- |
|    | Italia (bandiera) | C     | Valerio Majo    |
|    | Italia (bandiera) | C     | Angelo Orazi    |
|    | Italia (bandiera) | C     | Gregorio Mauro  |
|    | Italia (bandiera) | C     | Paolo Borelli   |
|    | Italia (bandiera) | A     | Piero Braglia   |
|    | Italia (bandiera) | A     | Carlo Bresciani |
|    | Italia (bandiera) | A     | Massimo Mauro   |
|    | Italia (bandiera) | A     | Massimo Palanca |
|    | Italia (bandiera) | A     | Vito Chimenti   |

## Risultati

### Serie A

#### Girone di andata
| Perugia 16 settembre 1979 1ª giornata | Perugia            | 0 – 0 | Catanzaro | Stadio Renato Curi\| Arbitro: \| Reggiani (Bologna) \| |
| Arbitro:                              | Reggiani (Bologna) |       |           |                                                        |

| Arbitro: | D'Elia (Salerno) |

|  |           |             |
|  | Marcatori | 81’ Bettega |

| Arbitro: | Paparesta (Bari) |

|                             |           |                                  |
| Iorio 6’ A. Moro 17’ (rig.) | Marcatori | 78’ (rig.) Palanca 88’ Bresciani |

| Catanzaro 7 ottobre 1979 4ª giornata | Catanzaro         | 0 – 0 | Avellino | Stadio Militare\| Arbitro: \| Tonolini (Milano) \| |
| Arbitro:                             | Tonolini (Milano) |       |          |                                                    |

| Arbitro: | Ballerini (La Spezia) |

|              |           |  |
| Selvaggi 74’ | Marcatori |  |

| Catanzaro 21 ottobre 1979 6ª giornata | Catanzaro       | 0 – 0 | Inter | Stadio Militare\| Arbitro: \| Lattanzi (Roma) \| |
| Arbitro:                              | Lattanzi (Roma) |       |       |                                                  |

| Arbitro: | Reggiani (Bologna) |

|                               |           |  |
| Sella 14’, 25’ Di Gennaro 77’ | Marcatori |  |

| Arbitro: | Redini (Pisa) |

|                  |           |                                    |
| Palanca 32’, 38’ | Marcatori | 78’ Di Bartolomei 86’ (aut.) Orazi |

| Arbitro: | Longhi (Roma) |

|                                                  |           |                 |
| G. Savoldi 3’, 76’ Orazi 21’ (aut.) Chiarugi 25’ | Marcatori | 44’ E. Nicolini |

| Arbitro: | Terpin (Trieste) |

|                  |           |              |
| Palanca 25’, 77’ | Marcatori | 84’ Zucchini |

| Torino 2 dicembre 1979 11ª giornata | Torino           | 0 – 0 | Catanzaro | Stadio Comunale\| Arbitro: \| Benedetti (Roma) \| |
| Arbitro:                            | Benedetti (Roma) |       |           |                                                   |

| Arbitro: | Bergamo (Livorno) |

|                 |           |               |
| V. Chimenti 36’ | Marcatori | 72’ Cinquetti |

| Milano 16 dicembre 1979 13ª giornata | Milan                        | 0 – 0 | Catanzaro | Stadio San Siro\| Arbitro: \| Agnolin (Bassano del Grappa) \| |
| Arbitro:                             | Agnolin (Bassano del Grappa) |       |           |                                                               |

| Arbitro: | Tonolini (Milano) |

|                 |           |                    |
| E. Nicolini 16’ | Marcatori | 89’ (rig.) Delneri |

| Arbitro: | Prati (Parma) |

|           |           |                 |
| Tesser 8’ | Marcatori | 47’ E. Nicolini |

#### Girone di ritorno
| Arbitro: | Lattanzi (Roma) |

|                           |           |             |
| Palanca 73’ Bresciani 86’ | Marcatori | 55’ Goretti |

| Arbitro: | Pieri (Genova) |

|            |           |  |
| Causio 18’ | Marcatori |  |

| Arbitro: | Barbaresco (Cormons) |

|                    |           |              |
| Palanca 50’ (rig.) | Marcatori | 85’ Anastasi |

| Arbitro: | Menicucci (Firenze) |

|                             |           |  |
| C. Pellegrini 84’ Massa 87’ | Marcatori |  |

| Arbitro: | Mattei (Macerata) |

|               |           |  |
| Bresciani 32’ | Marcatori |  |

| Arbitro: | Barbaresco (Cormons) |

|                                         |           |               |
| Beccalossi 15’ Oriali 36’ Altobelli 60’ | Marcatori | 78’ Bresciani |

| Arbitro: | Casarin (Milano) |

|  |           |               |
|  | Marcatori | 16’ Sacchetti |

| Arbitro: | Menicucci (Firenze) |

|            |           |  |
| Pruzzo 75’ | Marcatori |  |

| Catanzaro 23 marzo 1980 24ª giornata | Catanzaro         | 0 – 0 | Bologna | Stadio Militare\| Arbitro: \| Mattei (Macerata) \| |
| Arbitro:                             | Mattei (Macerata) |       |         |                                                    |

| Arbitro: | D'Elia (Salerno) |

|                               |           |  |
| D'Amico 72’ Groppi 82’ (aut.) | Marcatori |  |

| Catanzaro 5 aprile 1980 26ª giornata | Catanzaro           | 0 – 0 | Torino | Stadio Militare\| Arbitro: \| Lo Bello (Siracusa) \| |
| Arbitro:                             | Lo Bello (Siracusa) |       |        |                                                      |

| Arbitro: | Michelotti (Parma) |

|                   |           |                 |
| Nobili 81’ (rig.) | Marcatori | 79’ E. Nicolini |

| Arbitro: | Mattei (Macerata) |

|  |           |                                              |
|  | Marcatori | 12’ Galluzzo 29’ Antonelli 48’ (aut.) Groppi |

| Arbitro: | Prati (Parma) |

|         |           |                                 |
| Vriz 7’ | Marcatori | 24’ Sabadini 61’ (rig.) Palanca |

| Arbitro: | Lops (Torino) |

|                           |           |  |
| Palanca 40’ Bresciani 46’ | Marcatori |  |

### Coppa Italia

#### Primo turno
| Arbitro: | Redini (Pisa) |

|                             |           |            |
| E. Nicolini 21’ Palanca 71’ | Marcatori | 4’ Cannito |

| Arbitro: | Castaldi (Vasto) |

|  |           |           |
|  | Marcatori | 71’ Orazi |

| Arbitro: | Tonolini (Milano) |

|             |           |              |
| Palanca 73’ | Marcatori | 54’ Bergossi |

| Arbitro: | Menicucci (Firenze) |

|                 |           |  |
| F. Graziani 15’ | Marcatori |  |

## Statistiche

### Statistiche di squadra
| Competizione | Punti | Totale | Totale | Totale | Totale | Totale | Totale | DR  |
| Competizione | Punti | G      | V      | N      | P      | Gf     | Gs     | DR  |
| ------------ | ----- | ------ | ------ | ------ | ------ | ------ | ------ | --- |
| Serie A      | 24    | 30     | 5      | 14     | 11     | 20     | 34     | -14 |
| Coppa Italia | -     | 4      | 2      | 1      | 1      | 5      | 2      | +3  |
| Totale       |       | 34     | 7      | 15     | 13     | 25     | 36     | -11 |

### Statistiche dei giocatori
| Giocatore    | Serie A  | Serie A |
| Giocatore    | Presenze | Reti    |
| ------------ | -------- | ------- |
| P. Borelli   | 16       | 0       |
| C. Bresciani | 14       | 5       |
| V. Chimenti  | 26       | 1       |
| G. Groppi    | 27       | 0       |
| V. Majo      | 25       | 0       |
| G. Marchetti | 10       | 0       |
| M. Mattolini | 25       | -29     |
| G. Mauro     | 3        | 0       |
| M. Mauro     | 2        | 0       |
| L. Menichini | 26       | 0       |
| E. Nicolini  | 29       | 4       |
| A. Orazi     | 28       | 0       |
| M. Palanca   | 29       | 9       |
| C. Ranieri   | 28       | 0       |
| G. Sabadini  | 19       | 1       |
| A. Trapani   | 6        | -5      |
| M. Zanini    | 25       | 0       |